# Fredrik Jönzén
Fredrik Jönzén, né le 13 juin 1978, à Uppsala, en Suède, est un ancien joueur suédois de basket-ball. Il évolue durant sa carrière aux postes d'ailier fort et de pivot.